# Хронологија Француске револуције
Француска револуција (фр. Révolution française) је био период далекосежног социјалног и политичког преврата у Француског који је трајао од 1789. до 1799. године, а наставио се и касније, током периода Наполеонове владавине и ширења Француског царства. Револуција је збацила монархију, установила републику, прошла кроз насилне периоде политичког превирања и на крају кулминирала у диктатури под Наполеоном који принципе Француске револуције шири по читавој Европи. Инспирисана либералним и радикалним идејама, Револуција је значајно изменила ток модерне историје и изазвала глобални пад апсолутистичких монархија и њихову замену републикама и либералним уставним монархијама. Француска револуција је покренула и друге револуционарне покрете широм света, од Кариба до Блиског истока. Историчари сматрају Француску револуцију једним од најзначајнијих догађаја у историји. Следи преглед најважнијих догађаја Француске револуције поређаних по хронолошком реду:

## Увод, 1788. година
- 7. јун: Дан црепова.
- 21. јул: Скупштина у Визилу.
- 8. август: Краљевска ризница проглашена је празном, а париски Парламент одбија да реформише порески систем или да позајми новац. Министар финансија заказује састанак Скупштине сталежа за 5. мај 1789. године. Скупштина се није састала од 1614. године.
- 16. август: обуставља се плаћање дугова владе.
- 25. август: Бријен подноси оставку на место министра финансија. Заменио га је швајцарски банкар Жак Некер, популаран међу трећим сталежом.
- 23. септембар: Некер, француски банкари и привредници постижу договор о позајмици 75 милиона ливри, под условом да се Скупштини сталежа да пуно овлашћење да реформише систем.
- 27. децембар: Некер најављује, упркос противљењу племића, да ће број гласова трећег сталежа бити удвостручен[5].

## 1789. година
- Луј XVI 1777. године
- Краљ отвара Скупштину сталежа 1789. године.
- На цртежу приказан трећи сталеж који на леђима носи прва два сталежа.
- Емануел Жозеф Сијес.
- Жан Силвен Баји.
- Тениска заклетва.

- Јануар: Опат Жозеф Сијес објављује свој чувени памфлет: "Шта је трећи сталеж?" у коме описује положај и излаже захтеве трећег сталежа.
- 24. јануар: Луј XVI сазива изборе за Скупштину сталежа[5].
- 27. април: Нереди у Паризу које изазивају радници фабрике Ревелон у предграђу Сент Антоан. Двадесет и пет радника погинуло је у сукобу са полицијом.
- 2. мај: Представљање посланика Скупштине краљу у Версају. Свештенство и племство дочекани су уз одређени церемонијал, док трећи сталеж није.
- 5. мај: Свечано отварање Скупштине сталежа у Версају.
- 6. мај: Посланици трећег сталежа одбијају да се конституишу у посебној сали. Заузимају главну салу и позивају свештенство и племство да им се прудруже.
- 11. мај: Племство одбија да стане на страну трећег сталежа, али свештенство оклева.
- 20. мај: Свештенство се одриче својих пореских привилегија и прихвата принцип фискалне једнакости.
- 22. мај: Племство се одриче својих пореских привилегија.
- 25. мај: Посланици трећег сталежа из Париза, који су каснили због изборне процедуре, долазе у Версај.
- 3. јун: Научник Жан Силвен Баји изабран за лидера посланика трећег сталежа.
- 4. јун: Смрт Луја Жозефа, дофена Француске и најстаријег краљевог сина. Његов четири година млађи брат, Луј Чарлс, војвода Нормандије, постаје нови дофен.
- 6. јун: Посланици другог сталежа (племства) одбацили компромисни програм који је предложио министар финансија Жак Некер.
- 10. јун: На предлог опата Сијеса, посланици трећег сталежа одлучили да одрже састанак и позивају и друге сталеже да им се придруже.
- 13-14. јун: Девет посланика свештенства придружује се трећем сталежу и присуствују састанку.
- 17. јун: На предлог Жозефа Сијеса, посланици трећег сталежа прогласили Народну скупштину.
- 19. јун: Посланици првог сталежа (свештенства) уз 149 гласова за и 137 гласова против, стају уз трећи сталеж.
- 20. јун: По наређењу Луја XVI, сала у којој су се одржавали састанци трећег сталежа се закључава. Посланици су се окупили на тениском терену Же де Пам где су положили заклетву да се неће разижи док се не донесе нови устав. Догађај је у историји Француске револуције познат као "Тениска заклетва".
- 21. јун: Краљев савет одбацује финансијски програм министра Некера.
- 22. јун: Нова Народна скупштина састаје се у цркву Светог Луја у Версају. Састанку присуствује 150 посланика свештенства и двојица припадника племства, дочекани уз бурне аплаузе.
- 23. јун: Луј одржао састанак (фр. Séance royale) на коме поништава одлуке Народне скупштине и наређује посланицима трећег сталежа да се разиђу и састану одвојено од преостала два сталежа. Након краљевог одласка, посланици трећег сталежа одбијају да напусте салу позивајући се на свој посланички имунитет.
- 25. јун: 48 племића, на челу са Луј Филипом II Орлеанским, придружују се Скупштини.
- 27. јун: Луј признаје нову Скупштину, али истовремено наређује поузданим јединицама, углавном састављеним од швајцарских и немачких плаћеника, да се окупе у близини Париза.
- 30. јун: Маса продире у затвор у опатији Сен Жермен и ослобађа војнике који су ухапшени из политичких разлога.
- 6. јул: Народна скупштина формира комисију од 30 чланова за израду новог устава.
- 8. јул: Мирабо захтева да се краљева гарда уклони из Париза и да се оснује нова, цивилна гарда, сачињена од париских грађана.
- 9. јул: Народна скупштина мења свој назив у Уставотворна скупштина.
- 11. јул: Луј отпушта Некера. Незадовољни Парижани уништавају царинске баријере и пљачкају манастир Лазариста. Долази до сукоба коњичког пука краљеве гарде и масе испред Тиљерија. Велики број припадника гарде стаје на страну народа.
- 13. јул: Градске вође у хотелу Де Вил почињу да формирају комитет и оружану милицију.
- 14. јул: Напад на Бастиљу. Након неколико сати отпора, управник Бастиље Бернард Рене де Лине, предаје тврђаву излази из ње и бива убијен од окупљене гомиле. Тврђава је растављена циглу по циглу.

- Немачки војници краљеве гарде у борби са париском масом (12. јул).
- Пад Бастиље.
- Парада са главама команданта гарнизона у Бастиљи.
- Пад градске већнице у Стразбуру.

- 15. јул: Баји именован градоначелником Париза. Маркиз де Лафајет постављен за команданта новоформиране Националне гарде.
- 16. јул: Краљ вратио Некера на положај министра финансија и повлачи краљеве трупе из центра града. Долази до револуција у осталим француским градовима.
- 17. јул: Краљева посета Паризу где су га у хотелу Де Вил дочекали Бали и Лафајет. Гроф Артоа и кнез Кондеа напуштају Француску.
- 18. јул: Камил Демулин објављује први број "Слободне Француске" (La France libre) захтевајући радикалније потезе револуционара и позивајући на формирање републике.
- 22. јул: Наоружана руља масакрира Бертјера де Савињија, интенданта Париза и његовог таста оптужене за спекулисање житом.
- 21. јул - 1. август: Побуне сељака у Стразбуру, Ле Ману, Колмару, Алзасу и Еноу.
- 28. јул: Жак Пјер Брисо почиње објављивати "Француског патриоту" (Le Patriote français), утицајни жирондински лист.
- 4. август: Скупштина на којој је гласано о укидању привилегија прва два сталежа и укидању феудалног система.
- 7. август: Жан Пол Мара одбацује реформе од 4. августа и захтева много радикалнију револуцију. Убрзо постаје један од водећих личности париских санкилота.
- 23. август: Скупштина прогласила верску слободу.
- 24. август: Скупштина прогласила слободу говора.
- 26. август: Скупштина усваја Декларацију о правима човека и грађанина коју је у великој мери израдио Лафајет.
- 28. август: Скупштина гласа о додели краљу права вета на доношење закона.
- 30. август: Камиј Димулен организује неуспешан протест против закона о додељивању права вета краљу.
- 31. август: Скупштина предлаже увођење дводомног парламента и краљев вето.
- 9. септембар: Градоначелника Троа убија руља.
- 11. септембар: Народна скупштина даје краљу право вета.
- 15. септембар: Димулен у свом радикалном памфлету оправдава политичко насиље.
- 16. септембар: Мара објављује први број "Пријатеља народа" (L'Ami du peuple) и предлаже радикалну друштвену и политичку револуцију.
- 19. септембар: Одржана нова скупштина општине у Паризу са 300 чланова бираних по окрузима.
- 1. октобар: Краљ Луј у Версају оганизује банкет на коме су припадници краљеве гарде стављају белу кокарду. У Паризу се шири лажна вест да су газили тробојну кокарду револуционара што изазива бес.
- 5. октобар: На позив Маре, на хиљаде жена учествује у маршу на Версај.

- 6. октобар: Жене нападају краљеву палату. Краљ пристаје да се пресели у Париз. Народна скупштина се сели у Париз.
- 10. октобар: Скупштина именује Лафајета командантом стајаће војске у и око Париза. Краљева титула се мења из "Краљ Француске и Наваре" у "Краљ Француза". Жозеф Гиљотен предлаже Скупштини нов, хуманији начин јавног погубљења. По њему ће касније понети назив гиљотина[6].
- 12. октобар: Луј се жали шпанском краљу Карлу IV на злостављање у тајном писму. Гроф Артоа пише аустријском цару Јозефу II тражећи војну интервенцију.
- 19. октобар: Народна скупштина одржала први састанак у Паризу, у капели резиденције надбискупа поред Нотр Дама.
- 21. октобар: Скупштина прогласила ванредно стање како би спречила будуће устанке.
- 2. новембар: Скупштина ставила имовину римокатоличке цркве нацији на располагање.
- 9. новембар: Скупштина прелази у салу Манеж, бившу школу јахања, у близини Тиљерија.
- 28. новембар: Излази први број Димуленове "Историје револуције у Француској и Брабанту" (Histoire des Révolutions de France et de Brabant) у коме напада ројалисте и аристократе.
- 1. децембар: Побуна морнара француске морнарице у Тулону против адмирала Алберта, грофа Риомса.
- 9. децембар: Скупштина доноси одлуку о подели Француске у департмане, уместо бивших покрајина.
- 19. децембар: Увођење асигната; монете Француске револуције која се не заснива на племенитим металима државе већ на вредности имовине одузете од цркве.
- 24. децембар: Протестанти добијају право вероисповести. Јевреји га и даље немају.

## 1790. година
- Жан Пол Мара.
- Састанак Националне скупштине.
- Прослава француских устаника.

- 7. јануар: Побуна у Версају; побуњеници захтевају снижавање цене хлеба.
- 18. јануар: Мара напада министра финансија, Жака Некера.
- 22. јануар: Општинска полиција покушава да ухапси Мару због насилних напада на владу, али га бране санкилоти који му омогућују да побегне у Лондон.
- 13. фебруар: Скупштина забрањује верске завете и потискује монашке редове.
- 23. фебруар: Скупштина захтева читање својих уредби у црквама широм Француске.
- 28. фебруар: Скупштина укида услов да официри морају бити чланови племства.
- 8. март: Скупштина доноси одлуку по коме је ропство задржано у колонијама. Дозвољава се успостављање колонијалних скупштина.
- 12. март: Скупштина одобрава продају црквене имовине по општинама.
- 29. март: Папа Пије VI осуђује Декларацију о правима човека и грађанина као безбожничку.
- 5. април - 3. мај: Низ прокатоличких и контрареволуционарних нереда у француским провинцијама.
- 17. април: Настанак клуба Кордиљера.
- 30. април: Нереди у Марсеју. Заузета су три утврђења, а командант тврђаве Сен Жан је убијен.
- 12. мај: Бали и Лафајет оснивају "Друштво 1789.".
- 18. мај: Мара се враћа у Париз и наставља да објављује свој лист.
- 22. мај: Скупштина доноси закон по коме сама може одлучивати о питању објаве рата и склапања мира уз претходно одобрење краља.
- 3. јун: Избија устанак мелеза у француској колонији Мартиник[7].
- 19. јун: Скупштина укида титуле и привилегије племства.
- 26. јун: Авињон објавио жељу да се припоји Француској. Од 14. века, он је под влашћу папе. Због тога Скупштина одлаже доношење одлуке о том питању.
- 26. јун: Дипломате Енглеске, Аустрије и Пруске преговарају о могућности војне интервенције против Француске револуције.
- 12. јул: Усвојен Грађански устав свештенства.
- 14. јул: Одржан Фестивал револуције на Марсовим пољима уочи годишњице пада Бастиље. Догађају присуствују краљ и краљица, посланици Народне скупштине, представници владе и велики број грађана.
- 23. јул: Папа пише тајно писмо краљу Лују обећавајући да ће осудити одлуку Скупштине о реформама галиканске цркве.
- 26. јул: Мара захтева погубљење 500 до 600 аристократа како би се спасла Револуција.
- 28. јул: Скупштина одбија да дозволи аустријским трупама да прођу преко француске територије ради гушења Белгијског устанка, инспирисаног Француском револуцијом.
- 31. јул: Скупштина одлучила да предузме законске мере против Маре и Димулена због њихових позива на револуционарно насиље.
- 16. август: Укидање традиционалних судова. Скупштина позива на поновно успостављање дисциплине у војсци.
- 31. август: Битка у Нансију између побуњених војника и јединица Националне гарде.
- 4. септембар: Некер отпуштен са места министра финансија. Народна скупштина преузима одговорност за јавне приходе.
- 16. септембар: Побуна морнара француске флоте у Бресту.
- 6. октобар: Луј пише свом рођаку, шпанском краљу, жалећи се на нов статус француског свештенства.
- 12. октобар: Скупштина одобрила формирање локалне скупштине на Сент Доминици (данас Хаити) и поново потврдила институцију ропства.
- 21. октобар: Скупштина доноси одлуку којом је тробојка заменила француску белу заставу и усвојила је нов грб Француске.
- 4. новембар: Побуна у француској колонији Маурицијус.
- 25. новембар: Устанак црнаца на Хаитију.
- 27. новембар: Скупштина налаже да сви свештеници морају положити заклетву нацији, закону и краљу. Већина свештеника одбија да је положи.
- 3. децембар: Луј тражи од пруског краља Фридриха Вилхелма II војну интервенцију.
- 27. децембар: Тридесет девет посланика Скупштине, свештеника, полажу заклетву верности влади.

## 1791. година
- Оноре Мирабо 1791. године.
- Маркиз де Лафајет 1791. године.
- Краљ и његова породица ухваћени у Варену.

- 1. јануар: Мирабо изабран за председника Скупштине.
- 3. јануар: Свештеницима наређено да положе заклетву нацији у року од 24 сата. Већина њих поново одбија да је положи.
- 19. фебруар: Ћерке краља Луја XV, тетке садашњег краља, напуштају Француску.
- 24. фебруар: Уставни бискупи који су положили заклетву држави заменили старе црквене службенике.
- 28. фебруар: Дан Бодежа. Лафајет је наредио хапшење 400 наоружаних аристократа који су се окупили испред Тиљерија да заштите краљеву породицу. Аристократе су ослобођене 13. марта.
- 2. март: Укидање гилди.
- 3. март: Скупштина донела одлуку по којој се топе и распродају сребрни предмети цркве.
- 10. март: Папа Пије осуђује Грађански устав свештенства.
- 25. март: Прекид дипломатских односа између Француске и Ватикана.
- 2. април: Мирабоова смрт.
- 3. април: Скупштина предлаже да се новоизграђена црква претвори у Пантеон, маузолеј славних грађана Француске. Следећег дана Мирабоови остаци премештени у Пантеон.
- 18. април: Национална гарда, упркос Лафајетовој наредби, забрањује краљевој породици да у дворцу Сен Клу прослави Васкрс.
- 16. мај: На предлог Робеспјера, Скупштина изгласала да се њеним тренутним члановима забрани да се кандидују за посланике на следећим изборима.
- 30. мај: Волтеров пепео преноси се у Пантеон.
- 14. јун: Скупштина усваја Ле Шапељеов закон о забрани рада синдиката и штрајкова.
- 15. јун: Скупштина забрањује свештеницима да носе мантије ван цркви.
- 20-21. јун: Краљев покушај бега из земље.
- 21-22. јун: Краљ ухваћен у Варену. Скупштина измислила причу о наводној отмици краља и послала три комесара да га врате у Париз.

- 25. јун: Краљ кроз кордон војника у мртвој тишини ушао у Париз.
- 5. јул: Леополд II доноси Падовски циркулар позивајући европске монархе да помогну Лују, његовом зету.
- 9. јул: Скупштина налаже да се емигранти морају вратити у Француску у року од два месеца под претњом одузимања имовине.
- 15. јул: Народна скупштина објавила да краљ не може да издаје пресуде. Луј суспендован са дужности до ратификације новог Устава.
- 16. јул: Умерени чланови јакобинског клуба одвајају се и стварају нов клуб, клуб фејанаца.
- 17. јул: Масакр на Марсовим пољима. Национална гарда, на наређење Лафајета, пуца на масу која се окупила ради потписивања петиције. Страдало је око 50 људи.
- 18. јул: Скупштина забрањује подстицање нереда. Мара се крије. Дантон бежи у Енглеску.
- 14. август: Избија устанак робова на Хаитију.
- 27. август: Плиницка декларација. Проглас Фридриха Вилхелма и Леополда којим најављују рат против револуционарне Француске.
- 3. септембар: Усвојен први француски Устав.
- 13-14. септембар: Краљ формално прихвата нов устав.
- 27. септембар: Укинуто ропство у Француској, али је задржано у колонијама. Јевреји стекли право на држављанство.
- 29. септембар: Скупштина ограничава чланство у Националној гарди на грађане који плаћају одређену висину пореза. Тиме из гарде искључује радничку класу.
- 30. септембар: Последњи дан Народне Уставотворне скупштине. Амнестија политичким затвореницима од 1788. године.
- 1. октобар: Прва седница Законодавне скупштине.
- 16. октобар: Контрареволуционарни немири у Авињону.
- 9. новембар: Емигрантима поново наређено да се врате у Француску под претњом смртне казне и одузимања имовине. Краљ ставио вето на овај закон, али је позвао емигранте да се врате у Француску.
- 14. новембар: Жером Петјон де Виленув изабран за градоначелника Париза победивши Лафајета на изборима.
- 25. новембар: Законодавна скупштина ствара комитет за надзор који ће надгледати владу.
- 3. децембар: У тајном писму краљ Луј моли Фридриха Вилхелма да војно интервенише у Француској и да "спречи да се зло које се тамо дешава прошири на друге државе Европе". Гроф Артоа и кнез Кондеа (Лујева браћа) одбијају да се врате у Француску[8].
- 14. децембар: Лафајет прима команду над Војском Центра са седиштем у Мецу. Друге две армије су под командом Рошембоа (Армија Севера) и Николаса Ликнера (Рајнска армија).
- 28. децембар: Скупштина позива добровољце да бране француске границе.

## 1792. година
- Демонстратори напали Тиљери и приморали краља да стави фригијску капу.
- Државни удар Париске комуне од 10. августа.
- Септембарски масакри.
- Француска победа у бици код Валмија.

- 23. јануар: Устанак робова на Хаитију изазива озбиљне несташице кафе и шећера што доводи до немира.
- 1. фебруар: Француски грађани убудуће морају имати пасош за путовања унутар земље.
- 7. фебруар: Аустрија и Пруска у Берлину склапају војну конвенцију о нападу на Француску.
- 9. фебруар: Скупштина донела одлуку о одузимању имовине емиграната у добробит нације.
- 23. фебруар: Сукоби војске и масе у Бетину због цена жита.
- 7. март: Војвода Брауншвајга именован за команданта аустријско-пруских снага у рату против Француске.
- 20. март: Скупштина објављује рат краљу Чешке и Мађарске, односно цару Светог римског царства.
- 5. април: Скупштина затвара Сорбону, центар конзервативне теологије.
- 25. април: Марсељеза коју је компоновао Клод Жозеф Руже де Лил се по први пут пева у Стразбуру.
- 28. април: Избијање Рата прве коалиције. Рошамбо напада Аустријску Низоземску.
- 30. април: Влада издваја 300 милиона асигната за финансирање рата.
- 5. мај: Скупштина налаже окупљање 31 нових батаљона за борбу на фронтовима.
- 6. мај: Краљевски немачки пук дезертира и придружује се аустријско-пруској коалицији (састављен је углавном од немачких најамника).
- 12. мај: Хусарски пукови Сакса и Берхена придружују се коалицији.
- 27. мај: Скупштина налаже депортацију свештеника који нису потписали Грађански устав свештенства у Гвајану.
- 8. јун: Скупштина наређује подизање војске од 20.000 добровољаца да се улогори изван Париза.
- 11. јун: Луј ставио вето на законе о депортацији свештеника и формирање војске изван Париза.
- 20. јун: Формиран Тајни устанички комитет, уз подршку Париске комуне. На његовом челу нашли се Луј Пјер Мануел и Жорж Дантон.
- 20. јун: Демонстранти нападају Тиљери и краља Луја. Краљ се удостојио да стави устаничку капу и пије за здравље нације[9].
- 21. јун: Скупштина забранила окупљање наоружаних грађана на територији Париза.
- 28. јун: У свом говору у Скупштини, Лафајет напада јакобинце и друге радикалне клубове.
- 30. јун: Лафајет напушта Париз и враћа се својој војсци. Он је осудио Робеспјера.
- 11. јул: Скупштина издаје проглас "Домовина је у опасности".
- 15. јул: Кордиљери, на челу са Дантоном, захтевају сазивање Конвента који би заменио Законодавну скупштину.
- 25. јул: У Брунсвикшком манифесту, аустријске и пруске војске су претиле одмаздом над становништвом Француске ако се одупре њиховом напредовању или поновном успостављању монархије.
- 30. јул: Скупштина доноси уредбу којом омогућује грађанима радничке класе да се придруже Националној гарди.
- 30. јул: Федерати из Марсеја долазе у Париз и певају Марсељезу која је тада понела име.
- 3. август: 47 од 48 квартова Париза, под утицајем јакобинаца и кордиљера, подносе петицију Скупштини тражећи уклањање краља.
- 4. август: Најава подизања устанка уколико Скупштина не уклони краља. Швајцарска гарда у Тиљерију ојачана.
- 9. август: Жорж Дантон постаје заменик јавног тужиоца Париза, а кордиљери стварају Париску комуну.
- 10. август: Устанак Париске комуне. Санкилоти продиру у Тиљери и масакрирају краљеву Швајцарску гарду. На предлог жирондинаца, краљ је раније напустио двор. Скупштина га привремено суспендује и пристаје да сазове нову владу, Конвент.
- 11. август: Скупштина ствара Извршни одбор да замени владу. Дантон именован министром правде.
- 13. август: Краљ и његова породица затворени у Темплу.
- 14. август: Лафајет безуспешно покушава да убеди војску да крене на Париз и ослободи краља.
- 17. август: Скупштина гласа за стварање Револуционарног суда на предлог Максимилијана Робеспјера.
- 19. август: Лафајет бежи из земље. Снаге коалиције прелазе француску границу.
- 21. август: Револуционарни суд донео први смртну пресуду која је извршена на гиљотини.
- 22. август: Париска комуна налаже да се Французи ословљавају са "грађанин" и "грађанка" уместо са "господин" и "госпођа". Немири ројалиста у Вандеји, Бретањи и Дофену.
- 2. септембар: Верден капитулира без борбе.
- 2-7. септембар: Септембарски масакри. Побијено преко 1000 затвореника[10].
- 10. септембар: Влада одузима цркви све предмете од сребра и злата.
- 19. септембар: У Лувру изложене драгоцености одузете од краља.
- 20. септембар: Дозвољен грађански брак и развод.
- 20. септембар: Француска војска, под командом Димурјеа и Келермана, наноси пораз Прусима у бици код Валмија након чега се војска коалиције повлачи из Француске.
- 20. септембар: Прва седница Националног конвента иза затворених врата.
- 22. септембар: Конвент прогласио укидање Краљевине Француске и почетак постојања Прве француске републике.
- 29. септембар: Француске трупе заузимају Савоју.
- 3. октобар: Француске трупе заузимају Базел у Швајцарској.
- 23. октобар: Француске трупе заузимају Франкфурт на Мајни.
- 27. октобар: Француска војска под Димурјеом извршила инвазију на Аустријску Низоземску.
- 14. новембар: Французи заузимају Брисел.
- 19. новембар: Конвент изгласао право да интервенише у било којој земљи у којој су "становници истакли жељу да поврате слободу".
- 20. новембар: Откриће гвозденог ормара у Тиљерију у коме је Луј држао преписку са Мирабоом и европским монарсима.
- 27. новембар: Конвент изгласао припајање Нице и Савоје Француској.
- 28. новембар: Француска војска заузима Лијеж.
- 3. децембар: Робеспјер, вођа јакобинаца, захтева да се краљ погуби[11].
- 6. децембар: На предлог Жан Пола Маре, Конвент одредио гласање о пресуди краљу.
- 10. децембар: Почетак суђења краљу.
- 11. децембар: Прво од два појављивања краља пред Конвентом. Други пут се појавио 26. децембра.

## 1793. година
- Погубљење Луја.
- Револуционарни суд.

- 15. јануар: Конвент прогласио краља Луја кривим за заверу против народа.
- 17. јануар: Гласање о краљевом погубљењу. Конвент донео одлуку о извршењу смртне пресуде.
- 21. јануар: Погубљење Луја XVI у 10:22 на Тргу Револуције. Пресуду извршио џелат Шарл Анри Сансон.
- 24. јануар: Прекид дипломатских односа између Енглеске и Француске.
- 1. фебруар: Конвент објављује рат Енглеској и Низоземској.
- 14. фебруар: Конвент анектира Кнежевину Монако.
- 1. март: Конвент доноси уредбу којом анектира Белгију.
- 3. март: Наоружани ројалисти покрећу устанак против Конвента.
- 7. март: Конвент објављује рат Шпанији.
- 7. март: Оружани устанак избија у Вандеји.
- 10. март: Основан Револуционарни суд у Паризу. Антоан Тинвил изабран за јавног тужиоца.
- 10. март: Неуспешан устанак ултра-револуционарне партије "бесних" на челу са свештеником Жаком Руом.
- 18. март: Конвент прописао смртну казну за оне који заговарају радикалне економске програме. Декрет је уперен против "бесних".
- 19. март: Конвент прописао смртну казну за вандејске устанике.
- 21. март: Формиране Надзорног комитета у свим општинама.
- 27. март: Димурје осуђује револуционарну анархију.
- 30. март: Конвент шаље четворицу комесара да ухапсе Димурјеа.
- 1. април: Димурје заробио четворицу комесара и предао их Аустријанцима.
- 3. април: Конвент ставља Димурјеа ван закона.
- 5. април: Димурје не успева да убеди војску да крене на Париз те је пребегао Аустријанцима.
- 5. април: Жан Пол Мара изабран за вођу јакобинског клуба.
- 6. април: Конвент оснива Комитет јавног спаса. Прва седница Револуционарног суда.
- 12. април: Конвент наредио хапшење Маре због пропаганде. Мара у бекству.

- 15. април: Жан Николас Паш, градоначелник Париза, захтева протеривање 23 чланова Ковента који припадају жирондинцима.
- 24. април: Мара је пред Револуционарним судом ослобођен свих оптужби. Његове присталице славе.
- 3. мај: Вандејски устаници заузимају Бресир.
- 4. мај: Конвент максимизирао цене жита.
- 24. мај: Конвент, на захтев жирондинаца, хапси вође "бесних", Жака Ебера и Жана Франсоа Варлеа.
- 25. мај: Париска комуна захтева ослобађање Барлеа и Ебера.
- 26. мај: У јакобинском клубу, Робеспјер и Мара позивају на побуну против Конвента. Париска комуна почиње са припремама за устанак.
- 27. мај: Ослобађање Варлеа и Ебера.
- 31. мај-2. јун: Јакобински преврат. Са власти збачени жирондинци. Ухапшено 29 посланика Жиронде.
- 6. јун: Побуне против монтањарске власти у Марсељу, Тулузу и Бордоу.
- 10. јун: Монтањари стекли контролу над Комитетом јавног спаса.
- 24. јун: Монтањарски Конвент ратификује нови устав.
- 25. јун: Жак Ру, лидер "бесних", представља свој програм новом Конвенту.
- 26. јун: Конвент одбацује програм "бесних".
- 3. јул: Осмогодишњи Луј XVII одузет мајци Марији Антоанети и дат на чување обужару Антоану Симону по наређењу Конвента.
- 4. јул: Мара критикује "бесне".
- 13. јул: Мару убила Шарлота Корде у купатилу.
- 17. јул: Шарлота Корде осуђена на смрт.
- 27. јул: Робеспјер изабран у Комитет јавног спаса. Конвент доноси одлуку о смртној казни свима који гомилају намирнице.
- 1. август: Конвент усваја метрички систем.
- 8. август: Конвент послао војску на челу са генералом Келерманом да предузме опсаду побуњеног Лиона.
- 25. август: Војска Конвента заузела Марсеј.
- 27. август: Робеспјер изабран за председника Конвента. Избија побуна у Тулону.
- 4. септембар: Санкилоти опколили Конвент захтевајући хапшење оних који су осумњичени за контрареволуционарне покрете.
- 17. септембар: Почиње "јакобински револуционарни терор". Конвент усвојио "Закон о сумњивима".
- 18. септембар: Поново успостављена револуционарна влада у Бордоу.
- 21. септембар: Уредба којом се прописује да све жене морају носити тробојну кокарду.
- 29. септембар: Максимизиране цене жита, плата и многих намирница.
- 3. октобар: Конвент наредио да отпочне процес против Марије Антоанете пред Револуционарним судом.
- 3. октобар: 36 посланика искључено из Конвента.
- 5. октобар: Конвент усваја Револуционарни календар. Време се рачуна од 22. септембра 1791. године.
- 9. октобар: Угушена побуна у Лиону.
- 10. октобар: На предлог Сен-Жиста, француска влада постаје "револуционарна до закључења мира".
- 12. октобар: Марија Антоанета пред Револуционарних судом оптужена за издају.
- 16. октобар: Аустријска војска поражена код Ватињија.
- 16. октобар: Марија Антоанета гиљотинирана на Тргу Револуције.

- 17. октобар: Вандејске побуњенике поражава Клебер код Шолеа.
- 20. октобар: Конвент налаже репресију над ултрареволуционарним "беснима".
- 28. октобар: Конвент забранио веронауку.
- 30. октобар: Револуционарни суд осудио на смрт 31 посланика из стране жирондинаца.
- 31. октобар: Осуђени жирондинци погубљени на гиљотини.
- 3. новембар: Погубљена Олимпија де Гуж.
- 7. новембар: Погубљен Луј Филип II Орлеански.
- 8. новембар: Погубљена Мадам Ролан.
- 10. новембар: Катедрала Нотр Дам посвећена Култу Разума.
- 12. новембар: Жан Силваин Бали, бивши градоначелник Париза, погубљен на Марсовим пољима.
- 17. новембар: Робеспјер наредио хапшење Дантонових пријатеља умешаних у "Аферу источноиндијске компаније".
- 20. новембар: Дантон се враћа у Париз. Позива на помирљив став према противницима.
- 23. новембар: Париска комуна наређује затварање свих цркава и верских објеката у Паризу.
- 25. новембар: Конвент изгласао да се уклоне посмртни остаци Мирабоа из Пантеона и да се замене Мариним остацима.
- 5. децембар: Камиј Димулен подржава Дантона и позива на национално помирење.
- 12. децембар: Пораз вандејске војске код Ле Мана.
- 19. децембар: Британци се повлаче из Тулона након успешне војне операције младог артиљеријског поручника Наполеона Бонапарте.
- 24. децембар: Побуњени Тулон кажњен. Конвент га преименовао у Порт ла Монтања.

## 1794. година
- Жорж Дантон.
- Камиј Димулен.
- Максимилијан Робеспјер.
- Луј Антоан де Сен-Жист.
- Лазар Карно.

- 8. јануар: Робеспјер на захтев јакобинаца осуђује Фабр д'Еглантена, једног од изазивача Септембарских масакра, творца републиканског календара и савезника Дантона.
- 13. јануар: Хапшење Фабр д'Еглантена због "аристократске завере".
- 29. јануар: Смрт Анрија Рошејакелина, ројалисте и војсковође Вандејске побуне.
- 4. фебруар: Конвент гласао за укидање ропства и у колонијама.
- 5. фебруар: Робеспјер у Конвенту одржао говор о неопходности терора[12].
- 6. фебруар: Наполеон Бонапарта унапређен у бригадног генерала због своје улоге у одбрани Тулона. Опозван Жан Батист Кариер из Нанта, одговоран за утапање чак 10.000 вандејских затвореника.
- 10. фебруар: Жак Ру извршио самоубиство у затвору.
- 22. фебруар: У говору у кордиљерском клубу, Ебер напада Дантона и Робеспјера.
- 4. март: Жан Батист Каријер позива кордиљере на побуну против Конвента.
- 11. март: Комитет јавног спаса и Комитет јавне безбедности осујетили планирани устанак кордиљера.
- 13. март: Сен Жист оптужио Ебера за заверу против француског народа. Ебер и многи кордиљери похапшени.
- 20. март: Хапшење генерала Лазара Оша, припадника кордиљера. Ослобођен је након пада Робеспјера, августа исте године.
- 21. март: Почиње суђење Ебертовцима.
- 24. март: Ебер и лидери кордиљерског клуба осуђени на гиљотину.
- 27. март: Маркиз де Кондорсет ухапшен. Два дана касније пронађен мртав у својој ћелији.
- 30. март: Ухапшени Жорж Дантон и Камиј Димулен, заједно са својим присталицама.
- 1. април: Робеспјер ствара нови Полицијски биро у Комитету јавног спаса. Полицијски биро ради паралелно са већ постојећом полицијом Комитета јавне безбедности.
- 2. април: Суђење Дантону на Револуционарном суду. Он користи прилику да врећа своје противнике.
- 4. април: Конвент налаже да свако ко вређа правосудни систем губи право говора у суду. Одлука се не односи на Дантона.
- 5. април: Дантон и Димулен погубљени на гиљотини.
- 8. април: Робеспјер износи оптужбе ба рачун Жозефа Фушеа у јакобинском клубу.
- 14. април: На Робеспјеров захтев, пепео Жан Жак Русоа пренет у Пантеон.
- 19. април: Хашки уговор између Велике Британије и Пруске. Британија пристаје да финансира војску од 62.000 Пруса за наставак рата Прве коалиције[13].
- 20. април: Биљо-Варен прикривено напада Робеспјера у извештају Конвенту.
- 26. април: Подела у Комитету јавног спаса између присталица Сен Жиста и присталица Лазара Карноа. Сен Жист оптужује Карноа за заверу са аристократама и прети му гиљотином. Карно назива Сен Жиста диктатором[14].
- 7. мај: Робеспјер тражи да Конвент изда декрет по коме су сви Французи обавезни да признају постојање "Врховног бића и бесмртности душе" и да се организују прославе новог култа.
- 8. мај: Погубљен на гиљотини Антоан Лавоазје, отац хемије.
- 10. мај: Хапшење Жана Николаса Паше, бившег градоначелника Париза. Погубљење Мадам Елизабет, сестре Луја XVI.
- 2. јун: Поморска битка код Ушанта између британске и француске флоте. Французи изгубили седам ратних бродова, али је конвој са житом успешно допловио из Сједињених Америчких Држава.
- 4. јун: Робеспјер једногласно изабран за председника Конвента.
- 8. јун: Фестивал Врховног бића.

- Фестивал Врховног бића.
- Суђење Андре Шенијеу.
- Битка код Флерија.

- 10. јун: Донет Закон од 22. преријала. Конвент убрзава суђења јер су затвори препуни. Сведоци више нису неопходни. Од 11. јуна до 27. јула 1376 људи осуђено на смрт у поређењу са 1251 смртних казни у претходних четрнаест месеци. Конвент стиче право да хапси сопствене чланове[15].
- 12. јун: Робеспјер у свом говору у Конвенту објављује да ће тражити главе завереника који сплеткаре против Конвента. Не наводи имена, што је грешка која ће га стајати живота.
- 26. јун: Француске снаге под Журданом наносе пораз Аустријанцима код Флерија.
- 29. јун: Сукоб у Комитету јавног спаса. Биљо-Варен, Карно и Коло оптужују Робеспјера за деспотизам. Робеспјер престаје долазити у Комитет до 23. јула.
- 1. јул: Робеспјер у свом говору у јакобинском клубу осуђује заверу против себе у оквиру Комитета и Конвента.
- 8. јул: Француске снаге под Журданом и Пишегријем заузимају Брисел.
- 9. јул: Робеспјер у јакобинском клубу негира да је саставио списак оних које намерава да ухапси.
- 14. јул: Жозеф Фуше, на захтев Максимилијана Робеспјера, избачен из јакобинског клуба.
- 23. јул: Погубљен Александар Боарне, муж Наполеонове будуће супруге Жозефине. Робеспјер присуствује измирењу Комитета јавне безбедности и Комитета јавног спаса.
- 25. јул: Песник Андре Шеније погубљен на гиљотини.
- 26. јул: Робеспјер одржао свој последњи говор у Конвенту. Захтева хапшење и кажњавање издајника у Комитетима.
- 27. јул: Конвент гласа за хапшење Максимилијана Робеспјера, његовог брата Августина, Сен Жиста, Кутона и Лебаса. Њих ослобађају Хенриот и Париска комуна и одводе их у хотел Де Вил да организују контранапад.
- 28. јул: У два сата ујутро, војска лојална Конвенту заузима хотел без борбе. Робеспјер је рањен у вилицу из ватреног оружја. Његов брат тешко је повређен у скоку са прозора. Робеспјер је ујутро, са осталим вођама Монтање, одведен пред Револуционарни суд где му је констатован идентитет. Стављен је ван закона те је могао бити погубљен без суђења. Двадесет и двоје Робеспјероваца, заједно са Максимилијаном, Сен Жистом, Кутоном и Хенриотом, погубљени су на гиљотини. Догађај је познат као Термидорска реакција.

- Побуна у Конвенту против Робеспјера.
- Погубљење Максимилијана Робеспјера.

- 29. јул: Погубљено још 106 Робеспјерових присталица.
- 5. август: Ослобођени грађани ухапшени на основу Закона о сумњивима.
- 9. август: Наполеон Бонапарта ухапшен у Ници. Ослобођен је 20. августа.
- 24. август: Конвент реорганизује владу.
- 29. август: Протести јакобинаца против Мускадина.
- 31. август: Конвент ставио Париз под директну контролу националне владе.
- 1. септембар: Основан Музеј француских споменика (Musée des monuments français) ради заштите верске архитектуре.
- 13. септембар: Опат Анри Григор, члан Конвента, уводи термин "вандализам" како би описао уништење верских споменика широм Француске.
- 18. септембар: Конвент престаје са репресијама против римокатоличке цркве.
- 21. септембар: Посмртни остаци Маре изнети из Пантеона.
- 1. октобар: Сукоби у Паризу између присталица и противника белог терора.
- 3. октобар: Хапшење вођа банди наоружаних санкилота.
- 6. октобар: Француска војска осваја Келн.
- 9. новембар: Мускадини нападају јакобински клуб. Напад се понавља 11. новембра.
- 12. новембар: Конвент налаже затварање јакобинског клуба.
- 19. новембар: Лондонски споразум између САД и Енглеске против француских корсара.
- 3. децембар: Конвент формира комисију од 16 чланова за израду новог устава.
- 8. децембар: Седамдесет троје преживелих жирондинаца поново ушли у Конвент.
- 16. децембар: Погубљен Каријер због тога што је наредио гиљотинирање чак 10.000 вандејских устаника.
- 24. децембар: Конвент укида закон о максимизирању цене жита.

## 1795. година
- Златна младеж.
- Пол Барас.

- 19. јануар: Француска војска под Пишегријем заузима Амстердам.
- 2. фебруар: Сукоби између Мускадина и санкилота у Паризу.
- 8. фебруар: Марини остаци уклоњени из Пантеона.
- 14. фебруар: Убиством неколико бивших лидера јакобинског клуба из Лиона отпочео "први бели терор".
- 17. фебруар: Амнестирани вандејски побуњеници. Враћена слобода вероисповести.
- 22. фебруар: Посланик Станислав Ровер захтева кажњавање јакобинаца одговорних за терор. Отпочиње се са хапшењем јакобинаца у градовима широм Француске.
- 2. март: Конвент наложио хапшење Биљо Варена и Колоа.
- 5. март: Хапшење јакобинаца у Тулону одговорних за масовне егзекуције становништва.
- 8. март: Побуна санкилота у Тулону.
- 17. март: Нереди сиромашних у Паризу.
- 19. март: Исцрпљене залихе жита у Паризу. Вредност асигната пала за 98% своје првобитне вредности.
- 28. март: Отпочело суђење Тинвилу, јавном тужиоцу монтањарског Конвента и шефу Револуционарног суда.
- 1. април: Санкилоти нападају Конвент, али се повлаче по доласку Националне гарде. У Паризу проглашено опсадно стање. Биљо Варен и Колот депортовани у Гвајану.
- 2. април: Пишегри гуши оружани устанак у предграђу Сен Антоан у Паризу.
- 5. април: Потписан мировни споразум у Базелу између Француске и Пруске. Пруски краљ прихвата француску анексију територија са леве обале Рајне.
- 10. април: Конвент налаже разоружавање јакобинаца који су били укључени у спровођење терора.
- 11. април: Конвент врала грађанска права свим грађанима који су од 31. маја 1793. године стављени ван закона.
- 19. април: Атентат на шесторицу јакобинаца укључених у спровођење терора у Бург ан Бресу.
- 23. април: Конвент ствара комисију од осам чланова да ревидира Устав.
- 2. мај: Споразум са последњим вандејским побуњеницима. Пристају да положе оружје у замену за амнестију.
- 4. мај: Масакр над 25 јакобинаца у Лиону.
- 7. мај: Јавни тужилац Тинвил и четрнаест поротника Револуционарног суда погубљени на гиљотини.
- 20-24. мај: Последњи јакобински и санкилотски устанак у Паризу.
- 28. мај: Ухапшени последњи слободни јакобинци Комитета јавне безбедности и Комитета јавног спаса.
- 31. мај: Укинут Револуционарни суд.
- 8. јун: Смрт десетогодишњег Луја XVII у Темплу. Његов стриц, Луј XVIII, гроф Провансе, наследио титулу краља.
- 10. јун: Конвент ослободио кривице емигранте који су побегли из Француске након 26. маја 1793. године.
- 12. јун: Суђење устаницима од 20-24. маја.
- 17. јун: Самоубиство шесторице посланика осуђених на смрт због учешћа у устанку од 20. до 24. маја. Касније су постали познати као "преријалски мученици".
- 23. јун: Вандејски побуњеници под Шаретом наставили побуну против власти. Британци се искрцавају на полуострво Квиберон.
- 26. јун: Око 4000 емиграната ројалиста уз подршку Британаца искрцава се у Карнак у Бретањи.
- 30. јун: Ројалистичку војску поражава генерал Ош. Повлачи се на Квиберон кога Ош опседа.
- 17. јул: Француска Пиринејска армија у Шпанији, под командом Монсеја, се искрцава код Виторије и заузима Билбао (19. јул).
- 21. јул: Предаје се ројалистичка војска у Квиберону. Стрељано 748 емиграната.
- 22. јул: Потписан мировни споразум у Базелу између Шпаније и Француске. Французи се повлаче са Пиринејског полуострва, али добијају Доминиканску републику.
- 9. август: Конвент наложио хапшење Жозефа Фушеа и неколико других монтањара.
- 15. август: Конвент установио франак за француску монетарну јединицу.
- 22. август: Конвент усвојио нови Устав.
- 23. септембар: Нови устав ступа на снагу, након што су га одобрили грађани на референдуму.
- 5. октобар: Оружани устанак ројалиста против Конвента. Пол Барас задужио Наполеона Бонапарту да га угуши. Наполеон успешно извршио задатак.
- 12. октобар: Почетак избора за посланике у Савету старијих и Савету пет стотина.
- 26. октобар: Бонапарта именован врховним командантом војске у унутрашњости.
- 31. октобар: Парламент изабрао први Директоријум састављен од Лавереље-Лепоа, Ребела, Летурнера, Бараса и Сијеса. Сијес одбија функцију те га је заменио Лазар Карно.
- 26. децембар: Марија-Тереза-Шарлота, ћерка краља Луја и Марије Антоанете, размењена за заробљенике из Аустрије.
- 31. децембар: Примирје на Рајни између Аустрије и Француске.

## 1796. година
- Битка код Лодија.
- Заробљавање Франсоа Шарета.
- Неуспешан устанак у Гренелском логору у покушају да се ослободи Грах Бабеф.
- Битка код Арколе.

- 2. јануар: Директоријум формирао Министарство полиције под Мерлином Дуом[16].
- 21. јануар: Обележавање годишњице погубљења Луја XVI. Директор Ребел у свом говору осудио екстремну левицу.
- 25. јануар: Директоријум стиче привремено овлашћење да бира администрацију градовима.
- 26. јануар: Жан Николас Стофле покушава да поново покрене устанак у Вандеји.
- 2. фебруар: Волф Тон, лидер ирских револуционара, стиже у Париз и тражи подршку за ослобађање Ирске.
- 19. фебруар: Влада престаје да издаје асигнате.
- 20. фебруар: Британија и САД прошириле одредбе свог споразума од 19. новембра 1794. године. Погоршавају се односи између САД и Француске.
- 23. фебруар. Николас Стофле заробљен. Погубљен је следећег дана.
- 28. фебруар: По наређењу Директоријума, Наполеон Бонапарта затвара ултрареволуционарни Клуб Пантеон кога су основали Марини следбеници.
- 2. март: Директоријум именовао Наполеона врховним командантом Италијанске армије.
- 9. март: Брак Наполеона Бонапарте и Жозефине Боарне.
- 23. март: Заробљен Франсоа Шарет, последњи вођа ројалистичке побуне у Вандеји. Погубљен је у Нанту.
- 30. март: Франсоа Ноел Бабеф, познатији као Грах Бабеф, ствара покрет "једнаких" са циљем да збаци владу. Он 6. априла организује демонстрације у Паризу.
- 12. април: Победом код Монтеноте Бонапарта отпочео своју Италијанску кампању. Следећег дана поразио Пијемонт код Милезима.
- 2. мај: Бабеф и његови следбеници организују заверу против Конвента.
- 9. мај: Бонапарта приморао војводу Парме на примирје.
- 10. мај: Бонапарта односи победу у бици код Лодија.
- 15. мај: Париски мир између Директоријума и Викторија Амадеа III од Савоје. Француска анектирала Савоју и Ницу.
- 19. мај: Наполеон Бонапарта у Милану обећава Италији "независност".
- 20. мај: Аустријанци одбацили примирје са Француском и настављају рат због области са леве стране Рајне.
- 4. јун: Бонапарта отпочео вишемесечну опсаду Мантове, последњег аустријског града у Италији.
- 5. јун: Бонапарта са краљем Сицилије потписује примирје.
- 12. јун: Француска војска улази у папску Ромању.
- 23. јун: Примирје у Болоњи између Наполеона и папе. Наполеон окупира северне делове Папске државе.
- 9. јул: Британци окупирају острво Елбу.
- 10. јул: Аустријска војска под Вурмсером стиже у Италију.
- 16. јул: Клебер осваја Франкфурт на Мајни.
- 18. јул: Французи заузимају Штутгарт.
- 20. јул: Лазар Ош постављен за команданта војске послате да помогне побуњеницима у Ирској.
- 5. август: Наполеон односи победу код Кастиљона. Аустријска војска повлачи се у Тирол.
- 19. август: Француска са Шпанијом склопила споразум у Сан Илдефонсу.
- 8. септембар: Наполеон поразио Аустријанце у бици код Басана.
- 9. септембар: Неуспешна побуна у војном логору Гренел са циљем ослобађања Граха Бабефа.
- 5. октобар: Шпанија, у савезу са Француском, објављује рат Британији.
- 10. октобар: Бабеф и 32 устаника осуђени на смрт.
- 16. октобар: Бонапарта створио Циспаданску републику у северној Италији.
- 2. новембар: Аустрија шаље још две армије у Италију против Наполеона.
- 15-17. новембар: Наполеон односи значајну победу над Аустријанцима код Арколе.
- 15-17. децембар: Лазар Ош на челу француске флоте напада Ирску.
- 24-25. децембар: Ош због олује приморан да прекине Ирску експедицију.

## 1797. година
- Наполеон Бонапарта 1797. године
- Битка код Риволија.
- Државни удар 18. фруктидора.
- Жан Шарл Пишегри.

- 2. јануар: Предаја Мантове, последње аустријске тврђаве у Италији.
- 7. јануар: Нова аустријска армија под командом генерала Јозефа Алвинција послата у Италију у борбу против Наполеона Бонапарте.
- 14. јануар: Бонапарта односи победу над Аустријанцима у бици код Риволија.
- 9. фебруар: Бонапарта заузима Анкону и приморава папу Пија VI на преговоре који отпочињу 12. фебруара.
- 14. фебруар: Пораз шпанске флоте у бици код рта Свети Винсент.
- 19. фебруар: Потписан мир у Толентину између Француске републике и Папске државе.
- 20. фебруар: Почетак суђења Граху Бабефу и његовим следбеницима на Вишем суду правде у Вендому.
- 2. март: Директоријум овлашћује француску ратну флоту да заузима америчке бродове због потписивања француско-америчког споразума од 20. фебруара 1796. године.
- 9. март: Бонапарта отпочео офанзиву у Италији против војске надвојводе Карла од Аустрије.
- 18. март: Француски бирачи обавезни да положе заклетву верности власти пре гласања 18. априла.
- 7. април: Аустријанци пристају на преговоре након низа Наполеонових победа.
- 18. април: Примирје у Леобену; Аустрија се одриче Низоземске ("белгијских провинција"). Тајним клаузулама подељена територија Млетачке републике између Француске и Аустрије.
- 18. април: Ројалисти на изборима за законодавно тело односе већину.
- 27. април: Француска војска масакрира побуњенике у Верони.
- 30. април: Директоријум ратификује примирје у Леобену.
- 2. мај: Бонапарта објавио рат Млетачкој републици.
- 12. мај: Револуционари збацују владу патрицијата из Венеције.
- 16. мај: Бонапарта отпочиње преговоре са млетачким дуждом Лудовиком Манином.
- 20. мај: Жан Шарл Пишегри изабран за председника Већа пет стотина.
- 20. мај: Летурнер губи функцију директора. Замењен је ројалистом, Франсоа Бартелемијем (6. јуна).
- 26. мај: Бабеф и његове присталице осуђене на смрт. Погубљени следећег дана.
- 14. јун: Бонапарта оснива нову владу у Ђенови са циљем успостављања Лигуријске републике.
- 24. јун: Паул Барас контактура Лазара Оша ради склапања договора о државном удару против ројалиста у два савета.
- 27. јун: Ројалисти укидају закон уперен против свештенства и емиграната од 25. октобра 1795. године.
- 28. јун: Француске трупе заузимају Крф, раније у саставу Венеције.
- 28. јул: Ош шаље 15.000 војника до Бреста, преко Париза, уз изговор да планира инвазију на Ирску.
- 3. јул: Таљеран предлаже експедицију на Египат.
- 9. јул: Французи стварају Цисалпинску републику од територија некадашње Циспаданске републике и Ломбардије.
- 16. јул: Сукоб у Директоријуму између Карноа и Бартелемија који представља увод у државни удар.
- 20. јул: Барас пронашао доказе о Пишегријевој издаји, односно преписци са Лујем XVIII и монархистима. Карно прилази републиканским директорима.
- 25. јул: Савети гласају о закону о забрани политичких клубова.
- 27. јул: Бонапарта шаље Пјера Ожероа у Париз да подржи државни удар против ројалиста.
- 16. август: Бонапарта предлаже Директоријуму војну интервенцију у Египту која би нанела јак ударац енглеској економији.
- 4. септембар: Државни удар 18. фруктидора. Бартелеми и Пишегри су ухапшени.
- 5. септембар: Под притиском Директоријума, Савети приморани да усвоје законе о поништењу избора 200 посланика ројалиста у 53 департмана.
- 8. септембар: Избор двојице нових директора, Доуа и Неуфшатоа, који су заменили Карноа и Бартелемија.
- 23. септембар: Пјер Ожеро именован за команданта Рајнске армије.
- 17. октобар: Потписан Кампоформијски мировни споразум између Аустрије и Француске. Аустрија излази из рата чиме је окончан рат Прве коалиције.
- 21. децембар: Бонапарта се састаје са Волфом Тоном са којим преговара о слању француске помоћи ирским побуњеницима.
- 28. децембар: Анти-француски нереди у Риму. Убиство генерала Матурина Леонарда Дипоа.
- 29. децембар: Папа Пије VI се извинио због нереда у Риму. Директоријум одбацује извињење.

## 1798. година
- Француска војска под Бертјеом улази у Рим.
- Битка код пирамида.
- Битка код Нила.

- 5. јануар: Француски парламент усвојио закон којим се овлашћује узимање кредита од 18 милиона франака ради припрема за инвазију на Енглеску.
- 11. јануар: Директоријум наредио генералу Бертјеу да крене на Рим и казни папску владу због немира.
- 12. јануар: Бонапарта представио Директоријуму план за инвазију Енглеске.
- 24. јануар: Кантон Во, уз подршку Француске, проглашава независност од швајцарске владе у Берну.
- 26. јануар: Директоријум овластио француске трупе да интервенишу на страни швајцарских побуњеника у кантону Во.

11. фебруар: Бертје са војском улази у Рим.
- 14. фебруар: Таљеран представља пројекат француског освајања Египта.
- 15. фебруар: У Риму проглашена Римска република под заштитом Француске.
- 23. фебруар: Бонапарта напустио план о инвазији Британије и предложио инвазију на Египат.
- 5. март: Директоријум одобрио Бонапартин план о нападу на Египат.
- 6. март: Француска војска заузима Берн.
- 9. март: Скупштина немачких држава на састанку у Рахштаду прихвата француску анекцију територија на левој обали Рајне.
- 22. март: Под покровитељством генерала Гијома Брина, скупштина у Арау прогласила Хелветску републику.
- 4. април: Хелветска република се прогласила секуларном републиком по француском моделу.
- 9-18. април: Избори за трећину места у француском парламенту.
- 26. април: Женевска република припојена Француској[17].
- 7. мај: Савет пет стотина изјављује да су недавни избори били нерегуларни и предлаже искључење левичара из скупштине.
- 11. мај: Закон од 22. флореала; Савет древних и Савет пет стотина поништили избор 106 јакобинских посланика.
- 15. мај: Жан Батист Трилхар изабран за директора.
- 19. мај: Наполеонова Оријентална армија запловила из Тулона за Египат. Почетак Наполеонове инвазије на Египат и Сирију.
- 23. мај: Избија устанак против британске власти у Ирској. Ирци верују да Бонапарта плови ка Ирској.
- 9-11. јун: Бонапарта заузима Малту.
- 1-2. јул: Бонапарта се искрцава у Египат и заузима Александрију.
- 14. јул: Британска војска угушила ирски устанак.
- 21. јул: Бонапарта поразио Мамелуке под вођством Мурат-бега и Ибрахим-бега у бици код пирамида.
- 24. јул: Бонапарта улази у Каиро.
- 1. август: Британска флота адмирала Нелсона уништила француску флоту у бици код Нила. Наполеон заробљен у Египту.
- 6. август: Француска флота креће ка Ирској, мада је устанак већ угушен.
- 22. август: Француске трупе под командом генерала Хумберта се искрцавају на острва Килала у северозападној Ирској.
- 27. август: Уједињене ирско-француске трупе под Хумбертом нанеле пораз Британцима у бици код Кастлберија. Устаници прогласили Ирску републику.
- 2. септембар: Сузбијање ројалистичке побуне на југу Француске.
- 5. септембар: Парламент захтева од свих Француза између 20 и 25 година да служе војни рок.
- 9. септембар: Снаге генерала Хумберта опкољене у бици код Балинамука и приморане на предају.
- 16. септембар: Нова француска флота креће из Бреста до Ирске.
- 24. септембар: Влада позива 200.000 Француза да ступе у војну службу.
- 11. октобар: Француска флота поражена на обалама Ирске. Шест од осам ратних бродова заробљено.
- 12. октобар: Белгијски сељаци дижу устанак против француске војске.
- 21. октобар: Побуна против француске окупације у Каиру. Наполеон ју је угушио следећег дана.
- 4. новембар: Депортација белгијских свештеника окривљених за сељачки устанак.
- 5. новембар: Руско-турска флота осваја Крф.
- 16. новембар: Енглеска приволела Аустрију да ступи у Другу коалицију.
- 27. новембар: Војска Фердинанда I од Две Сицилије заузима Рим.
- 4. децембар: Француске трупе наносе пораз белгијским побуњеницима код Хаселта. Крај сељачког устанка у Белгији.
- 6. децембар: Војска Жана Шампијонеа нанела пораз напуљској војсци.
- 14. децембар: Шампионе заузима Рим.
- 21. децембар: Француска војска истерала напуљског краља из Италије.
- 29. децембар: Створена Друга коалиција између Русије, Британије, Напуља, Аустрије и Сицилије.

## 1799. година
- Наполеон посетио болеснике од куге у Јафи.
- Папа Пије VI.
- Андре Масена.

- 10. јануар: Војска генерала Шампијонеа заузела Капуу.
- 23. јануар: Француска војска заузима Напуљ.
- 26. јануар: Директоријум са престоницом у Напуљу проглашава Партенопејску републику.
- 1. фебруар: Луј Дезе нанео пораз Мамелуцима у бици код Асуана чиме је завршено француско освајање Горњег Египта.
- 3. фебруар: Сукоб између Шампијонеа и Фипула око команде над трупама у Напуљу.
- 20. фебруар: Наполеон Бонапарта отпочео напад на Сирију како би се копненим путем пробио до Европе.
- 20. фебруар: Бонапарта заузима Ариш на Синајском полуострву.
- 24. фебруар: Жан Батист Журдан сакупља Дунавску армију за напад на Аустрију.
- 1-2. март: Француске трупе под Журданом и Бернадотом прелазе Рајну.
- 3. март: Предаја Француза на Крфу након виишемесечне руско-турске опсаде.
- 7. март: Бонапарта заузима Јафу у Палестини. Шири се куга међу француским војницима.
- 11. март: Бонапарта посетио болницу за лечење куге у Јафи.
- 12. март: Директоријум објавио рат Аустрији и Великом војводству Тоскани.
- 19. март: Бонапарта опседа Акру у Палестини.
- 21. март: Пад Великог војводства Тоскане.
- 23. март: Андре Масена поражен у бици код Фелдкирха.
- 25. март: Журдан поражен у бици код Штокаха.
- 3. април: Журдан подноси оставку на место команданта Дунавске армије.
- 9. април: Почетак парламентарних избора у Француској.
- 10. април: Папа Пије пребачен у Француску као заробљеник.
- 14. април: Аустријска војска генерала Меласа и руска војска Александра Суворова прелазе у Италију.
- 16. април: Бонапарта поразио османску војску на челу са Абдулах пашом Ел Азмом у бици код планине Тавор.
- 18. април: На изборима победу односи екстремна левица.
- 27. април: Суворов поразио Французе у бици код Касана.
- 29. април: Суворов заузима Милано.
- 16. мај: Жозеф Сијес заменио Ребела на месту директора.
- 17. мај: Наполеон подиже опсаду Акре након пет неуспешних напада.
- 19. мај: Британска флота искрцава војску у Остендеу у Белгији. Експедиција је пропала већ сутрадан.
- 26. мај: Руско-аустријска војска улази у Торино.
- 4-6. јун: Масена повлачи снаге из Цириха.
- 14. јун: Бонапарта се вратио у Каиро.
- 16. јун: Борба између новоизабраних чланова левог крила Већа пет стотина и Директоријума због низа француских војних пораза.

- Жан Батист Журдан.
- Луј Фрот предводи устанак ројалиста у западној Француској.
- Друга битка код Цириха.
- Британска флота адмирала Сиднија Смита послала Наполеону пакет француских новина обавештавајући га о догађајима у Паризу. Наполеон напустио египатску армију.

- 17. јун: Гохије постао нови директор.
- 18-19. јун: Државни удар 18. преријала. Директори постају Роже-Дико и Жан Мулин.
- 19. јун. У бици код Требије поражена француска војска Етјена Макдоналда. Француски гарнизон у Напуљу се предаје.
- 28. јун: Савет гласа о принудном кредиту од 100 милиона франака од богатих грађана за опремање нове војске.
- 5. јул: Жубер именован командантом Италијанске армије. Шампијоне изабран за команданта Алпске армије.
- 7. јул: Основан неојакобински клуб "Друштво пријатеља слободе и једнакости" у Паризу.
- 12. јул: Веће пет стотина изгласало закон о таоцима.
- 14. јул: Прослава годишњице пада Бастиље. Сијес напада неојакобинце.
- 25. јул: Бонапарта поразио турску војску Сеид Мустафа паше у бици код Абукира.
- 6. август: Ројалистичке побуне у Тулузу и Бордоу. Обе су брзо угушене.
- 13. август: Сијес наређује затварае јакобинског клуба у Паризу.
- 15. август: Пораз француске војске у бици код Новог. Жубер убијен.
- 18. август: Веће пет стотина изгласало закон о хапшењу бивших директора оптужених за симпатије према ројалистима.
- 23. август: Бонапарта предао команду над египатском војском генералу Клеберу и упутио се малим бродом у Француску[18].
- 29. август: Умире папа Пије VI у Валансу.
- 29. август: Шампијоне именован командантом Италијанске армије.
- 13. септембар: Журдан предложио Савету пет стотина да прогласи да је домовина у опасности. Савет пет стотина одбацује предлог следећег дана.
- 14. септембар: Сијес дао оставку Бернадоту, министру рата, под изговором да Бернадот планира јакобински државни удар.
- 15. септембар: Жорж Кадудал подигао ројалистички устанак у западној Француској.
- 25-6. септембар: Масена поразио руско-аустријску војску Александра Римског-Корсакова у другој бици код Цириха.
- 29. септембар: Суворов приморан да се повуче преко Алпа.
- 6. октобар: Британска флота поражена у бици код Кастрикума. Енглези и Руси повлаче трупе из Холандије.
- 9. октобар: Бонапарта се искрцао у Сен Рафаелу.
- 14. октобар: Сијес позива Мороа да предводи државни удар против јакобинаца у саветима, али Моро одбија.
- 16. октобар: Бонапарта ушао у Париз.
- 17. октобар: Бонапарта дочекан од стране директора.
- 19. октобар: Ројалистичке снаге на западу заузимају Нант, али су приморане да га напусте већ следећег дана.
- 23. октобар: Руски цар Павле I Романов наредио повлачење Русије из Друге коалиције.
- 23. октобар: Лисјен Бонапарта, Наполеонов млађи брат, изабран за председника Савета пет стотина.
- 23-29. октобар: Ројалистичке снаге у Бретањи и Вандеји накратко заузеле неколико градова.
- 1. новембар: Састанак Сијеса и Наполеона Бонапарте. Њих двојица преговарају о државном удару против Савета.
- 3. новембар: Бонапарта се састаје са Фушеом, министром полиције, који пристаје да се не меша у пуч.

- Жозеф Сијес.
- Пол Барас.
- Лисјен Бонапарта.
- Жозеф Фуше.
- Државни удар 18. бримера.
- Бонапарта као први конзул (1804).

- 9. новембар: Државни удар 18. бримера. Француске трупе лојалне Наполеону Бонапарти заузимају кључне тачке у Паризу. Лисјен Бонапарта тражи да се Савети због безбедности преместе у Сент Клу, око 10 км западно од Париза. Бонапарта именован за команданта војске у Паризу и команданта Националне гарде. Сијес и Дико нуде оставку на место директора, док је Бараса на оставку наговорио Таљеран. Гохије и Мулин су ухапшени. До краја дана Париз је потпуно под влашћу Бонапарте.
- 10. новембар: На предлог Бонапарте, посланици два савета пребацују се у Сент Клу. Бонапарта је у близини сконцентрисао снаге од 6000 људи који су углавном били непријатељски расположени према Саветима због кашњења у исплати војничких плата. Посланици покушали да убију Наполеона који је без дозволе ушао на седницу. Војници протерују посланике оружјем. Бонапарта, Сијес и Роже-Дико именовани за привремене конзуле у новој влади.
- 11-22. новембар: Бонапарта и двојица других конзула формирали нову владу: Бертје постављен за министра рата, Таљеран за министра иностраних послова, Фуше за министра полиције, а Камбакерес за министра правде.
- 1. децембар: Бонапарта одбацује устав кога је предложио опат Сијес.
- 24. децембар: Савети, под јаким утицајем Бонапарте, усвојили устав године VIII. Њиме је укинут директоријум и уведен Француски конзулат. У историји доношење устава из 1799. године обележава крај Француске револуције[19].